# Stadio Teofilo Patini
Das Stadio Teofilo Patini ist ein Fußballstadion in der Stadt Castel di Sangro (Region Abruzzen) in Italien. Das städtische Stadion ist die Heimstätte des Fußballvereins ASD Castel di Sangro. Zu Ehren wurde es nach dem Maler Teofilo Patini (1840–1906) benannt. Das Stadion verfügt über eine Kapazität von 7.200 Plätze.
Die Sportstätte wurde im Jahr 1996 erbaut und eingeweiht. Die Pressetribüne ist mit fast 100 Plätzen ausgestattet. Bei Pokalspielen gegen oberklassige Mannschaften und Derbys kann die Kapazität des Stadions bis auf 10.000 Plätze aufgestockt werden. Zudem verfügt das Gelände über eine Sporthalle und einen Kunstrasenplatz.